# کیتندورف
کیتندورف (به آلمانی: Kittendorf) یک شهر در آلمان است که در Mecklenburgische Seenplatte District واقع شده‌است. کیتندورف  ۳۵۳ نفر جمعیت دارد.